# Лицо зла
Лицо зла (англ. The Face of Evil) — четвёртая серия четырнадцатого сезона британского научно-фантастического телесериала «Доктор Кто», состоящая из четырёх эпизодов, которые были показаны в период с 1 по 22 января 1977 года.

## Сюжет
Путешествуя в ТАРДИС Доктор приземляется на планете джунглей и встречает дикарку Лилу, которая называет его Нечистый. Её изгнали из племени за оскорбление их бога Зоанона, которого за черной стеной держат в плену Нечистый и его последователи, Теш. Он общается с ними через шамана племени, Ниву. Доктор находит звуковой дезинтегратор, удерживающий невидимых созданий от атак на деревню. Под предводительством Андора Севатим собираются атаковать обитель Теш, чтобы освободить своего бога. Андор сам подозревает, что Нива — лжепророк.
В палатке Нивы Доктор находит реликвии племени, вещи экспедиции с Земли. Он находит передатчик, из которого Нива слушает команды Зоанона. Передатчик говорит голосом Доктора, приходя в возбуждение со словами «По крайней мере мы здесь. В конце концов я освобожусь от нас.». Доктор говорит, что некоторые члены племени Севатим — потомки исследовательской команды (англ. survey team) корабля Старфолл Семь колонии Земли.
Доктор и Лила находят лицо Доктора, высеченное на горе неподалеку, но он не понимает, откуда оно там взялось. Они находят проход во рту и проходят через барьер. Возле ракеты, принадлежавшей экспедиции Морди, его память начинает возвращаться. Зоанон обнаруживает Доктора и приходит в восторг, потому что «мы здесь», и одновременно в ярость, так как «мы должны уничтожить нас». Доктор и Лила встречают последователей Теш, прислуживающих Зоанону. Доктор понимает, что Севатим и Теш — потомки одной команды экспедиции Морди, так как Теш, техники (англ. technicians), верят в те же вещи, что и Севатим. Зоанон, который также отправлял невидимых созданий на деревню, оказывается компьютером, разработанным для самостоятельного мышления. Доктор однажды его уже чинил, но забыл стереть личные данные из ядра, и у компьютера случилось раздвоение личности. Поняв это, Доктор сообщает через коммуникатор Нивы, чтобы Калиб, новый лидер племени, отправил Севатим через лицо в горе, и, оставив Лилу с Теш, отправляется сражаться с Зоаноном, но тот отказывается отключаться и начинает атаку на разум Доктора, вопрошая «кто я?».
Теш встречаются с Севатим возле корабля. Зоанон начинает брать под контроль разумы Лилы и остальных из Севатим и начинает отсчет до атомного взрыва. Тем временем Нива сходит с ума и стреляет в одну из проекций Зоанона, и, хоть и погибает, это отвлекает Зоанона, и Доктору удается его отключить, но от взрыва он теряет сознание.
Доктор просыпается через два дня в каюте на корабле, и Лила рассказывает, что Зоанон молчит, а значит все прошло удачно. Доктор удаляет свои данные, и компьютер благодарит его за ремонт. Теперь Зоанон начинает поддерживать новое общество Севатим и Теш, и Доктор отбывает на ТАРДИС, но за ним на борт пробирается Лила.

## Трансляции и отзывы
| Эпизод            | Дата показа    | Продолжительность | Телезрители (в миллионах) |
| ----------------- | -------------- | ----------------- | ------------------------- |
| «Часть 1»         | 1 января 1977  | 24:58             | 10,7                      |
| «Часть 2»         | 8 января 1977  | 24:58             | 11,1                      |
| «Часть 3»         | 15 января 1977 | 24:40             | 11,3                      |
| «Часть 4»         | 22 января 1977 | 24:46             | 11,7                      |
| [ 1 ] [ 2 ] [ 3 ] |                |                   |                           |